# Александар Кавчић
Александар Кавчић (Београд, 30. септембар 1968) јесте српски електроинжењер, информатичар, научник, проналазач, професор и филантроп. Оснивач је Фондације „Алек Кавчић”. Тренутно је професор електротехнике на Универзитету Карнеги Мелон у Питсбургу, а предавао је и на Универзитету Хаваји у Манои (2007-2016), у Хонгконгу у три наврата као гостујући професор на City University of Hong Kong (2005.) и Chinese University of Hong Kong (2006. и 2013.), као и на Харварду (1998-2006). Познат је по свом патенту за читање записа с магнетних меморија који се користи у милијардама рачунара и дискова широм света и налази се на Станфордовој листи 2% најцитиранијих научника на свету.
Школовао се у Србији, Индији, Немачкој и Сједињеним Државама. Универзитет на коме ради, Карнеги Мелон, добио је судски процес и богату надокнаду против предузећа Marvell Technology Group због крађе и коришћење њиховог патента, у чијој изради је Кавчић учествовао.

## Биографија

### Почеци и даљи рад
Кавчић је рођен 30. септембра 1968. у Београду. Завршио је Математичку гимназију. Након завршене гимназије, прве четири године студија завршио је на Електротехничком факултету Универзитета у Београду, а дипломирао на факултету у Бохуму у Немачкој. По завршетку студија, деведесетих година, одмах је желео да докторира. Пријавио се на дванаест америчких универзитета, а прихватило га је десет. Докторат је одбранио на Универзитету Карнеги Мелон, а ментор му је био професор Жозе Мора.
Један је од водећих информатичара на свету. Творац је осам патената из информационих технологија које је направио на Универзитетима Харвард и Карнеги Мелон. На том универзитету, четири катедре носе његово име.
Научни је сарадник Математичког института Српске академије наука и уметности. Живи на релацији Остин-Београд.

### Фондација „Алек Кавчић”
Фондација „Алек Кавчић” основана је у САД 2017, а у Србији је почела с радом почетком 2020. године. Основни циљеви ове организација су промоција образовања и науке, а један од непосредних циљева је да се обезбеде бесплатни уџбеници за све ђаке основце у Србији.
Издавачка кућа „Клет” је тужила фондацију. Привредни апелациони суд је марта 2024. правоснажно пресудио у корист фондације.

### Политика
„Мора систем у странци да буде такав да дозвољава појединцу да продре са својим идејама — ако странка није демократски организована, неће појединац моћи да се искаже. Ја сам направио грешку, дошао сам из Америке не схватајући да су све странке у Србији  лидерске странке.”

— Александар Кавчић у интервјуу за Би-Би-Си на српском.
На парламентарним изборима у Србији у јуну 2020. године био је кандидат за посланика на листи „Суверенисти — покрет Доста је било”, а Кавчић је представљан као председник Клуба за образовање покрета Доста је било. Листа није успела да прескочи изборни цензус, а Кавчић је одлучио да напусти покрет.

## Добротворни рад
Оснивач је Фондације Алек Кавчић (2017), која за циљ има промоцију науке и образовања. Кроз рад Фондације покренуо је и омогућио неколико значајних пројеката у Србији: пројекат бесплатних уџбеника за основце; донације рачунара основним и средњим школама; бесплатне позоришне представе за децу (летња сцена у дворишту Ректората Универзитета у Београду); бесплатне Божићне концерте на Коларцу; наставничку награду Просветитељ; прикупљање солидарне помоћи за запослене у образовним установама којима су укинуте плате, итд. Између осталог, пројекту бесплатних уџбеника допринео је и лично, писањем уџбеника Математика за 6. разред основне школе, где је као један од аутора донирао своја ауторска права на бесплатно објављивање.  За доброчинство и друштвено ангажовање додељена су му бројна признања, а нека од њих су: Витез позива за 2023. годину - награда коју додељује Лига експерата (LEX), НИН-ова награда за личност године за 2022. годину, Виртус награда за индивидуални допринос филантропији за 2020. год, Изузетна личност за 2020. годину - награда коју додељује агенција Фабрика, итд. 

## Професионални рад

### Патенти
Аутор је неколико патената, али је најпознатији по свом патенту за читање записа с магнетних меморија који се користи у милијардама рачунара и дискова широм света. Патент је произашао из његовог докторског рада на Carnegie Mellon University, Pittsburgh, PA, у сарадњи са ментором и уваженим професором Jose Moura и донео је америчком универзитету 750 милиона долара одштете у спору са компанијом Marvel technologies 2016. године. Ово се сматра једним од највреднијих процеса који су икада покренути за кршење патентских права. 

### Наставна активност
Конципирао је око двадесетак различитих курсева на свим нивоима студија на 5 светских универзитета. Био је ментор 8 докторских дисертација и 6 магистарских теза, као и 6 пост доктораната. 

### Научноистраживачка делатност
Телекомуникације, обрада сигнала, магнетске меморије, теорија информација. Научни и стручни радови: 51 рад у међународним часописима (М20) и 81 рад на међународним конференцијама (М30), 3 поглавља у међународним књигама (М14). Цитираност (према SCOPUS-у на дан 30.06.2024. године) = 3386, h индекс = 30. 

### Инжењерско стручни рад
Истраживач или коистраживач на 20 стручних пројеката укупне вредости 3,1М USD (NSF, DARPA, IBM, INSIC, Quantum, LSI, Agere, Seagate); 5 патената (укупна лиценца 750М USD). 

### Међународна сарадња
Уредник у часописима (IEEE Transactions on Information Theory, IEEE Signal Processing Magazine, IEEE Journal on Selected Areas in Communications); председавајући на две међународне конференције (IEEE International Symposium on Information Theory 2014; General Symposium, IEEE Global Communications Conference 2007); рецензент за 6 научних часописа; члан програмског одбора 6 међународних конференција; позван на 56 индивидуалних предавања широм света. 

### Организациони рад
Продекан за постдипломске студије, Факултет за електротехнику, Хавајски универзитет (2010.-2012.). 

### Професионалне награде
Најбољи рад Signal Processing and Coding for Data Storage, Data Storage Technical Committee, IEEE Communications Society 2005; ментор најбољег студентског рада – Best Student Paper Award in Signal Processing and Coding for Data Storage, Data Storage Technical Committee, IEEE Communications Society 2005, 2009; IEEE Fellow 2018, Српски кривак 2018. год.

## Одабрани радови
- Simulation-based computation of information rates for channels with memory, коаутор, 2006. [13]
- The feasibility of magnetic recording at 10 terabits per square inch on conventional media, коаутор, 2009.[14]
- Binary intersymbol interference channels: Gallager codes, density evolution, and code performance bounds, коаутор, 2003.[15]
- Equal-diagonal QR decomposition and its application to precoder design for successive-cancellation detection, коаутор, 2005. [16]
- The Viterbi algorithm and Markov noise memory, коаутор, 2000.[17]
- On the capacity of Markov sources over noisy channels, аутор, 2001.[18]
- UWB indoor path loss model for residential and commercial buildings, коаутор, 2003. [19]
- Feedback capacity of finite-state machine channels, коаутор, 2005. [20]
- Iterative timing recovery, коаутор, 2004. [21]
- A generalization of the Blahut–Arimoto algorithm to finite-state channels, коаутор, 2008. [22]
- Efficient generation of interleavers for IDMA, коаутор, 2006. [23]
- UWB delay profile models for residential and commercial indoor environments, коаутор, 2005. [24]
- Matrices with banded inverses: Inversion algorithms and factorization of Gauss-Markov processes, коаутор, 2000. [25]
- A belief propagation based power distribution system state estimator, коаутор, 2011. [26]
- Soft and hard sequence detection in ISI memory channels, коаутор, 2002. [27]